# Kẻ Tầm Xương
Kẻ Tầm Xương (nguyên tác tiếng Anh: The Bone Collector) là một tiểu thuyết trinh thám của Jeffery Deaver, được ra mắt năm 1997. Nhân vật chính của tiểu thuyết này là Lincoln Rhyme, một nhà tội phạm học liệt tứ chi. Tác phẩm đã được dựng thành phim vào năm 1999.

## Tóm tắt tác phẩm
Tiểu thuyết bắt đầu với việc hai người đồng nghiệp có tên T.J. (Tammie Jean) Colfax và John Ulbrecht bắt một chuyến taxi tại sân bay Thành phố New York. Không may cho họ là họ lên nhầm chiếc taxi của Kẻ Tầm Xương. Sau một chuyến đi xuyên qua thành phố, họ thấy mình đến một khu vực bỏ hoang.
Ngày hôm sau sĩ quan tuần tra của cảnh sát New York là Amelia Sachs được gọi vì một vụ sát nhân ở gần đường tàu của thành phố. Khi khám nghiệm hiện trường cô đã phát hiện ra một bàn tay bị chôn nhô lên khỏi mặt đất với chiếc nhẫn ở xương ngón tay. Cô đào chỗ đó lên và phát hiện ra thi thể John Ulbrecht bị chôn ở dưới.